# Эспита (муниципалитет)
Эспита (исп. Espita) — муниципалитет в Мексике, штат Юкатан, с административным центром в одноимённом городе. Численность населения, по данным переписи 2010 года, составила 15 571 человек.

## Общие сведения
Название Espita с майяйского языка можно перевести как: малая вода.
Площадь муниципалитета равна 735 км², что составляет 1,84 % от общей площади штата, а наивысшая точка — 30 метров над уровнем моря, расположена в поселении Кунче.
Он граничит с другими муниципалитетами Юкатана: на севере с Букцоцем, Сусилой и Тисимином, на востоке с Калотмулем и Темосоном, на юге с Уаймой и Цитасом, и на западе с Сенотильо.

## Учреждение и состав
Муниципалитет был учреждён в 1917 году, в его состав входит 26 населённых пунктов, самые крупные из которых:
| Код INEGI                  | Населённый пункт                                                              | Численность населения (2005 год) | Численность населения (2010 год) |
| -------------------------- | ----------------------------------------------------------------------------- | -------------------------------- | -------------------------------- |
| 032                        | Всего                                                                         | 14432                            | 15571                            |
| 0001                       | Эспита (исп. Espita) 21°00′46″ с. ш. 88°18′17″ з. д. (административный центр) | 10758                            | 11551                            |
| 0004                       | Накуче (исп. Nacuché) 20°55′22″ с. ш. 88°17′45″ з. д.                         | 1130                             | 1219                             |
| 0003                       | Кунче (исп. Kunché) 20°54′35″ с. ш. 88°18′16″ з. д.                           | 698                              | 793                              |
| 0002                       | Холька (исп. Holcá) 21°05′28″ с. ш. 88°16′07″ з. д.                           | 501                              | 552                              |
| 0009                       | Шуилуб (исп. Xuilub) 20°55′00″ с. ш. 88°25′12″ з. д.                          | 369                              | 392                              |
| 0007                       | Тусик (исп. Tuzik) 21°06′44″ с. ш. 88°28′18″ з. д.                            | 384                              | 380                              |
| 0008                       | Шуальтес (исп. X-Ualtez) 21°07′20″ с. ш. 88°28′22″ з. д.                      | 262                              | 306                              |
| 0005                       | Сан-Педро-Ченчела (исп. San Pedro Chenchelá) 20°52′29″ с. ш. 88°18′51″ з. д.  | 261                              | 281                              |
| Названия на карте Генштаба |                                                                               |                                  |                                  |

## Экономика
По статистическим данным 2000 года, работоспособное население занято по секторам экономики в следующих пропорциях:
- сельское хозяйство и скотоводство — 59 %;
- торговля, сферы услуг и туризма — 22,7 %;
- производство и строительство — 17,5 %;
- безработные — 0,8 %.

## Инфраструктура
По статистическим данным 2010 года, инфраструктура развита следующим образом:
- электрификация: 92,3 %;
- водоснабжение: 98,9 %;
- водоотведение: 56,5 %.

## Достопримечательности
В муниципалитете можно посетить следующие объекты:
- церковь Святого Иосифа, построенную в XVIII веке;
- бывший франсисканский монастырь XVI века;
- здание муниципалитета;
- археологический памятник цивилизации майя — Пом.

## Фотографии

Центральный парк и церковь в Эспите
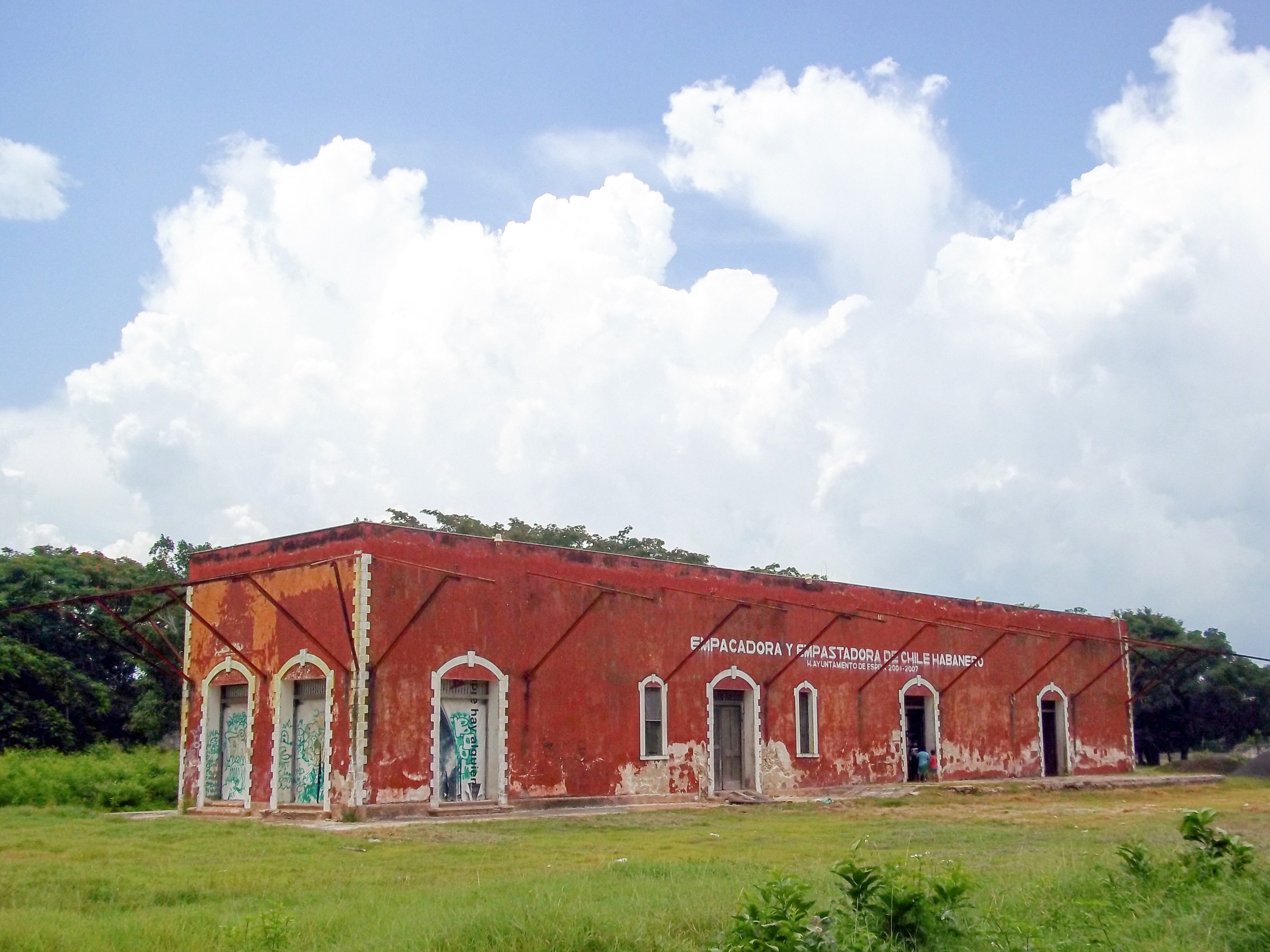
Бывшая ж/д станция в Эспите